# حالة السمو (أغنية تايلور سويفت)
تعديل مصدري - تعديل  
حالة السمو (بالإنجليزية: State of Grace)‏ هي أغنية للمغنية وكاتبة الأغاني الأمريكية تايلور سويفت مِن ألبومها الرابع Red حيث أطلقتْ شركة بيغ ماشين ريكوردز الأغنية في 16 أكتوبر 2012 على آيتونز كأغنية منفردة ترويجية (برومو) وهي مِن كتابة سويفت وإنتاج ناثان تشابمان. تحدثتْ سويفت عن معنى الأغنية في برنامج صباح الخير أمريكا قائلة: ‘‘كتبتُ هذه الأغنية عن بداية الوقوع في الحب مع أحدٍ ما ــ الفرص والطرق التي ستصل إليها العلاقة’’. تختلف الأغنية موسيقياً عن موسيقى سويفت الريفية المعهودة حيث تُصنف الأغنية ضمن فئة الروك بديل. لاقتْ الأغنية استحسان النقاد الذين أثنوا على اختلافها الموسيقي عن بقية أعمال سويفت وقارنها البعض بأعمال الفرقة الأيرلندية يو تو، أما تجارياً فقد كان أداء الأغنية مُتواضعاً حيث احتلتْ المركز الـ 13 في قائمة بيلبورد هوت 100 في الولايات المتحدة، وكانت ضمن الأغاني الـ 50 الأفضل مبيعاً في عدة دولٍ مثل بريطانيا وكندا والنمسا رغم أن أداءها كان مُنحفضاً بالمقارنة مع أغاني الألبوم الأخرى كأغنية I Knew You Were Trouble وأغنية We Are Never Ever Getting Back Together.

## خلفية
أعلنتْ تايلور سويفت في 13 أغسطس 2012 عبر webchat برعاية يوتيوب عن ألبومها الرابع Red، وتعاونتْ سويفت قبل شهرٍ مِن إطلاق الألبوم مع آيتونز لإطلاق أغاني منفردة ترويجية (برومو) للتحميل الرقمي فقامتْ بإطلاق أغنية Begin Again في 25 سبتمبر 2012 وأصبحتْ الأغنية لاحقاً ثاني أغنية منفردة مِن الألبوم، ثم أُطلِقتْ سويفت أغنية Red في 2 أكتوبر 2012 وأصبحتْ الأغنية لاحقاً خامس أغنية منفردة مِن الألبوم، ثم أُطلِقتْ أغنية I Knew You Were Trouble في 9 أكتوبر 2012 وأصبحتْ الأغنية لاحقاً ثالث أغنية منفردة مِن الألبوم، ثم أُطلِقتْ أغنية "State Of Grace" في 16 أكتوبر 2012 كرابع وكآخر أغنية منفردة ترويجية مِن الألبوم. تعاونتْ سويفت أيضاً مع برنامج صباح الخير أمريكا لتقديم كل أغنية مِن الألبوم كل يوم اثنين مِن 24 سبتمبر إلى 15 أكتوبر 2012 وقامتْ سويفت بعرض أغنية "State Of Grace" في 15 أكتوبر 2012 على البرنامج وتحدثتْ عن معنى الأغنية قائلة: ‘‘كتبتُ هذه الأغنية عن بداية الوقوع في الحب مع أحدٍ ما ــ الفرص والطرق التي ستصل إليها العلاقة’’. مدة الأغنية 4:56 وهي مِن كتابة تايلور سويفت وإنتاج سويفت وناثان تشابمان وتختلف الأغنية موسيقياً عن موسيقى سويفت الريفية المعهودة حيث تُصنف الأغنية ضمن فئة الروك بديل، وقد كُتِبَتْ عبر مفتاح مي كبير الموسيقيّ وتبلغ سرعة الإيقاع فيها 132 إيقاع لكل دقيقة ويترواح صوت سويفت ما بين مفتاح سي الموسيقيّ إلى مفتاح دو الموسيقيّ، ومِن بين اللآلات المُستخدمة في الأغنية الجيتار الكهربائي والبيانو وطقم طبول، وقام النقاد بمقارنة الأغنية بأعمال الفرقة الأيرلندية يو تو.

## آراء النقاد
أثنى النقاد على الأغنية خلال إطلاقها. قالتْ جينا روبينستين من إم تي في أن ‘‘تايلور تُبحر عميقاً في الموسيقى والكلمات لغنائها عن حبيبها’’. وصف أوغست بروان الكاتب في  صحيفة لوس أنجلوس تايمز بأن الأغنية الأغنية ‘‘آسرة’’ و‘‘واعدة’’، وعلّق الكاتب قائلاً ‘‘ الأغنية هي الأكثر تأثيراً في الألبوم’’. كما قارن الكاتب موسيقى الأغنية بموسيقى الفرقة الأيرلندية يو تو، كما قارن جايسون ليبشاتز الكاتب في مجلة بيلبورد الأغنية بأعمال الفرقة يو تو، وأثنى أدام غراهام الكاتب في صحيفة ديترويت نيوز على إنتاج الأغنية وقال أن كلمات الأغنية ‘‘تخلق جواً حميمياً’’. قال نايت جونز الكاتب في موقع بوب داست أن الأغنية لا تختلف عن بقية أعمال سويفت  فقط في الموسيقى بل في الطريقة التي تُعبر فيها عن الحب والمشاعر، وقال مارك هوغان الكاتب في مجلة Spin الإلكترونية أن كلمات الأغنية ‘‘لا تبحث عن الانتقام’’ على عكس أعمال سويفت السابقة، على حد تعبير الكاتب.

## الأداء الحيّ

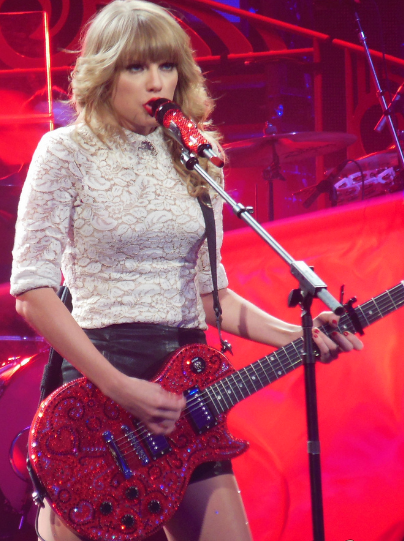
أدتْ تايلور سويفت الأغنية خلال الجولة الموسيقية لألبومها Red.

أدتْ سويفت الأغنية لأول مرة في النسخة الأمريكية مِن برنامج ذا إكس فاكتور في 15 نوفمبر 2012، كما أدتْ سويفت الأغنية في ماديسون سكوير جاردن، وتفتتح الأغنية حفلات سويفت خلال الجولة الموسيقية لألبوم Red.

## الأداء التجاري
تجارياً فقد كان أداء الأغنية مُتواضعاً حيث احتلتْ المركز الـ 13 في قائمة بيلبورد هوت 100 في الولايات المتحدة، وكانت ضمن الأغاني الـ 50 الأفضل مبيعاً في عدة دولٍ مثل بريطانيا وكندا وأستراليا رغم أن أداءها كان مُنحفضاً بالمقارنة مع أغاني الألبوم الأخرى كأغنية I Knew You Were Trouble وأغنية We Are Never Ever Getting Back Together.

## قوائم المبيعات
| القائمة (2012)                     | الترتيب |
| ---------------------------------- | ------- |
| أستراليا (أريا تشارتس)             | 44      |
| كندا (كاناديان هوت 100)            | 9       |
| أيرلندا (ترتيب أغاني أيرلندا)      | 43      |
| نيوزلندا (ريكورديد ميوزك إن زيت)   | 20      |
| بريطانيا (يو كاي سنغلس تشارتس)     | 36      |
| الولايات المتحدة (بيلبورد هوت 100) | 13      |

## تاريخ الإصدار
| البلد            | التاريخ        | الشكل      | المرجع |
| ---------------- | -------------- | ---------- | ------ |
| الولايات المتحدة | 16 أكتوبر 2012 | تحميل رقمي | [ 11 ] |